# アルジェリアの国章
アルジェリアの国章（アルジェリアのこくしょう）は、アルジェリア政府に使われている紋章である。ヨーロッパにおける紋章（英語：coat of arm）ではないが、同じように使われる。現在の国章は1976年に採用されたもので、1971年に採用された国章とデザインが似ている。
紋章の中にはアルジェリアの国旗と同じく三日月が描かれ、イスラームを象徴している。周囲にはアラビア語で国家の正式名称「アルジェリア民主人民共和国」が書かれている。中央にはファーティマの手（ハムサ）が描かれ、その上に日の出が描かれている。ファーティマの手は地域の伝統的なシンボルで、日の出は新しい時代を表している。日が昇る山には、農業を表す植物と産業を表す建物が描かれる。山はアトラス山脈を表している。

フランス植民地時代の紋章（1830年 - 1962年）
独立してから最初の紋章（1962年 - 1971年）
1971年から1976年までの国章